# Marele Premiu al Vietnamului
Marele Premiu al Vietnamului este o cursă propusă de Formula 1, care trebuia să aibă loc în aprilie 2020. Cursa a fost inițial amânată și ulterior anulată din cauza pandemiei de COVID-19, iar ediția inaugurală a evenimentului amânată până în 2021. Marele Premiu a fost eliminat din calendarul 2021 din cauza arestării președintelui Comitetului Popular Hanoi, Nguyễn Đức Chung, sub acuzații de corupție care nu au legătură cu Marele Premiu.

## Istoric
Planurile pentru o cursă în Vietnam au fost explorate pentru prima dată de fostul președinte al Formula 1, Bernie Ecclestone care, în final, a abandonat ideea, deoarece existau deja cinci curse în Asia la acea vreme (de atunci Marele Premiu al Malaeziei a renunțat la calendar). Ecclestone a recunoscut, de asemenea, că eșecul Marelui Premiu al Coreei și cel al Indiei l-a lăsat îndoielnic de viabilitatea pe termen lung a unei curse în Vietnam.
Ideea a fost reînviată după ce Liberty Media a achiziționat drepturile comerciale ale sportului de la CVC Capital Partners în ianuarie 2017. Marele Premiu al Vietnamului a fost anunțat în noiembrie 2018, devenind prima nouă cursă aflată în proprietatea Liberty Media.
Marele Premiu inaugural al Vietnamului a fost inițial programat să se desfășoare pe 5 aprilie 2020 ca parte a unui contract de mai mulți ani în timpul sezonului de Formula 1 din 2020, dar a fost apoi amânat și ulterior anulat din cauza pandemiei de COVID-19. Cursa a fost, de asemenea, omisă din calendarul provizoriu pentru 2021, publicat în noiembrie 2020, în urma arestării, sub acuzații de corupție, fără legătură cu Marele Premiu, a președintelui Comitetului Popular Hanoi, Nguyễn Đức Chung, care a fost unul dintre principalii susținători implicați în eveniment.